# Kolonia Dwunastu Apostołów
Kolonia Dwunastu Apostołów – nieistniejąca kolonia robotnicza na terenie obecnych Katowic, w dzielnicy Załęska Hałda-Brynów część zachodnia, które znajdowało się w rejonie obecnej ulicy Mikołowskiej, w Kamionce, będącej częścią Katowickiej Hałdy, należąca do dawnej gminy Brynów. 
Była to jedna z najstarszych katowickich kolonii, która składała się z dwunastu domów. Powstała ona w połowie XIX wieku (między 1850 a 1860 rokiem). Ostatni plan, na którym ta kolonia się pojawiła, pochodzi sprzed wybuchu I wojny światowej. Dnia 15 października 1924 roku obszar dawnej kolonii został włączony do Katowic.
Często mianem Kolonii Dwunastu Apostołów błędnie określa się kolonię robotniczą kopalni „Wujek”, położoną w Załęskiej Hałdzie, przy ulicy Przekopowej i ulicy Przodowników.